# Dzvinkove, Vasîlkiv
Dzvinkove (în ucraineană Дзвінкове) este localitatea de reședință a comunei Dzvinkove din raionul Vasîlkiv, regiunea Kiev, Ucraina.

## Demografie
Componența lingvistică a localității Dzvinkove
     Ucraineană (97,78%)
     Rusă (2,22%)
Conform recensământului din 2001, majoritatea populației localității Dzvinkove era vorbitoare de ucraineană (97,78%), existând în minoritate și vorbitori de rusă (2,22%).